# Fondul construit de pe str. Anton Pann (Chișinău)
Fondul construit de pe str. Anton Pann este un complex de clădiri amplasat pe str. Anton Pann – 7, 11, 15, 17, 19 în Chișinău, Republica Moldova. Este un monument arhitectural și de artă de importanță națională inclus în Registrul monumentelor Republicii Moldova ocrotite de stat cu nr. 283.04 (municipiul Chișinău).

## Clădiri

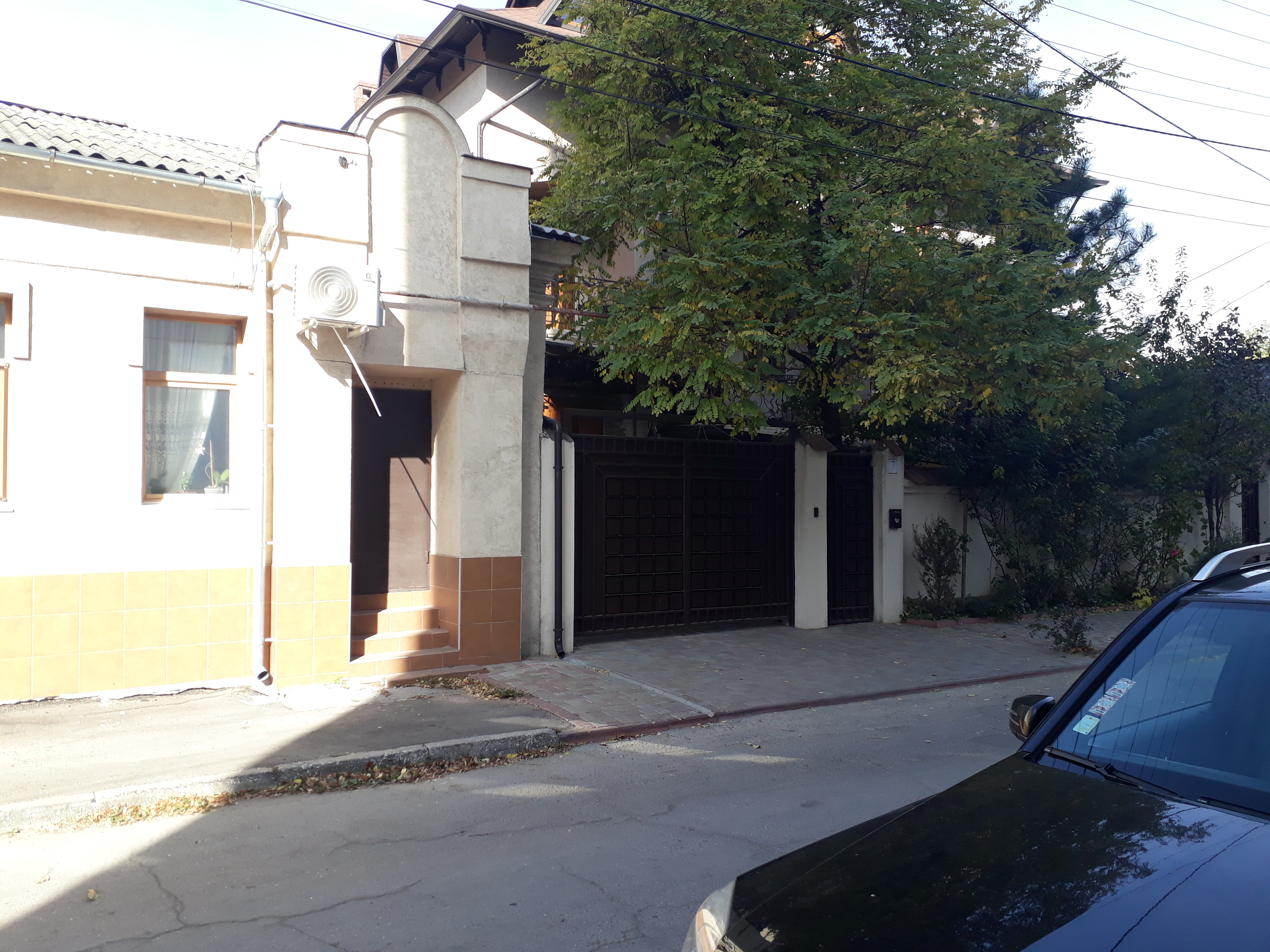
nr. 7 (inexistentă; în imagine o construcție nouă)
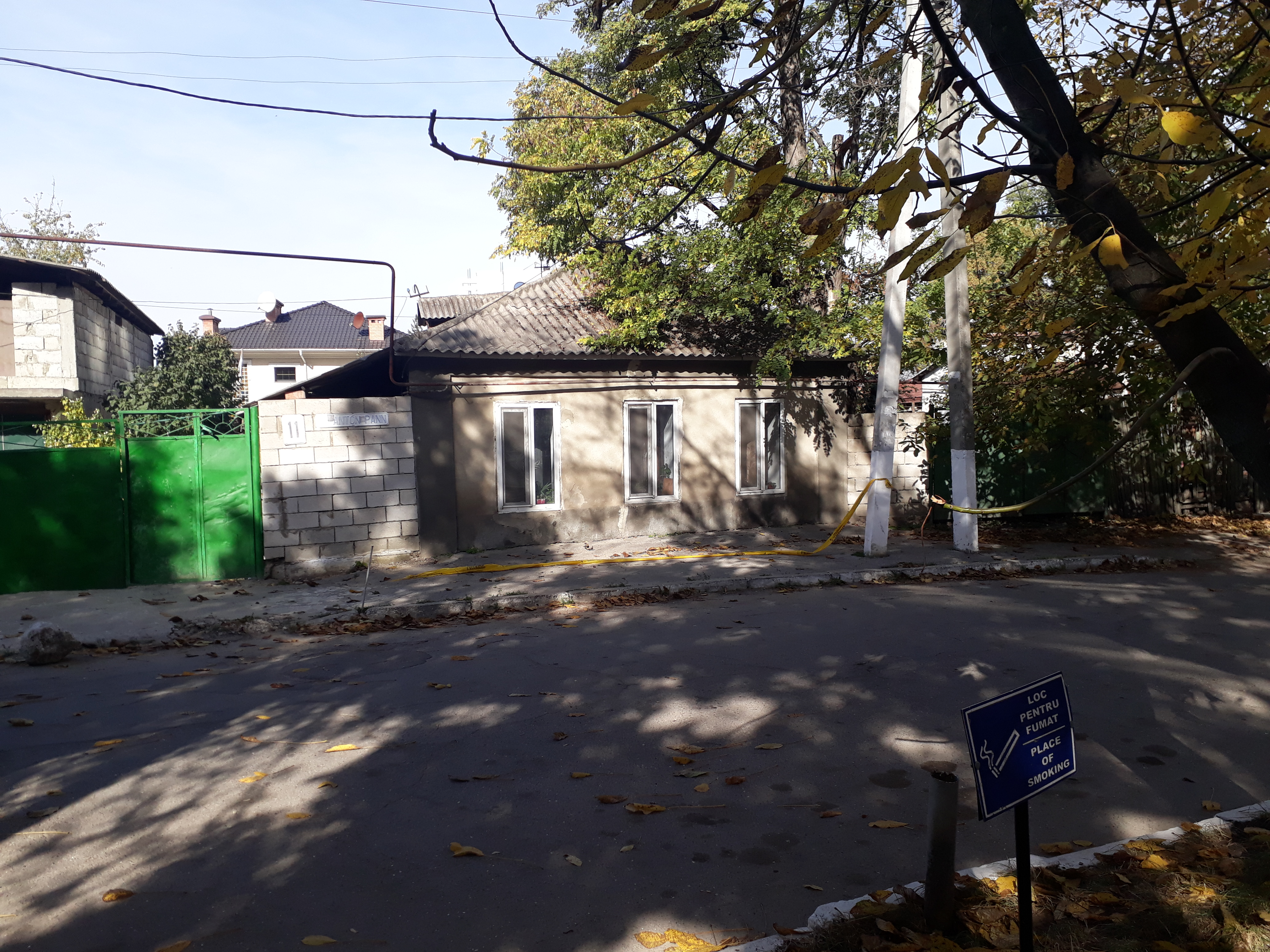
nr. 11
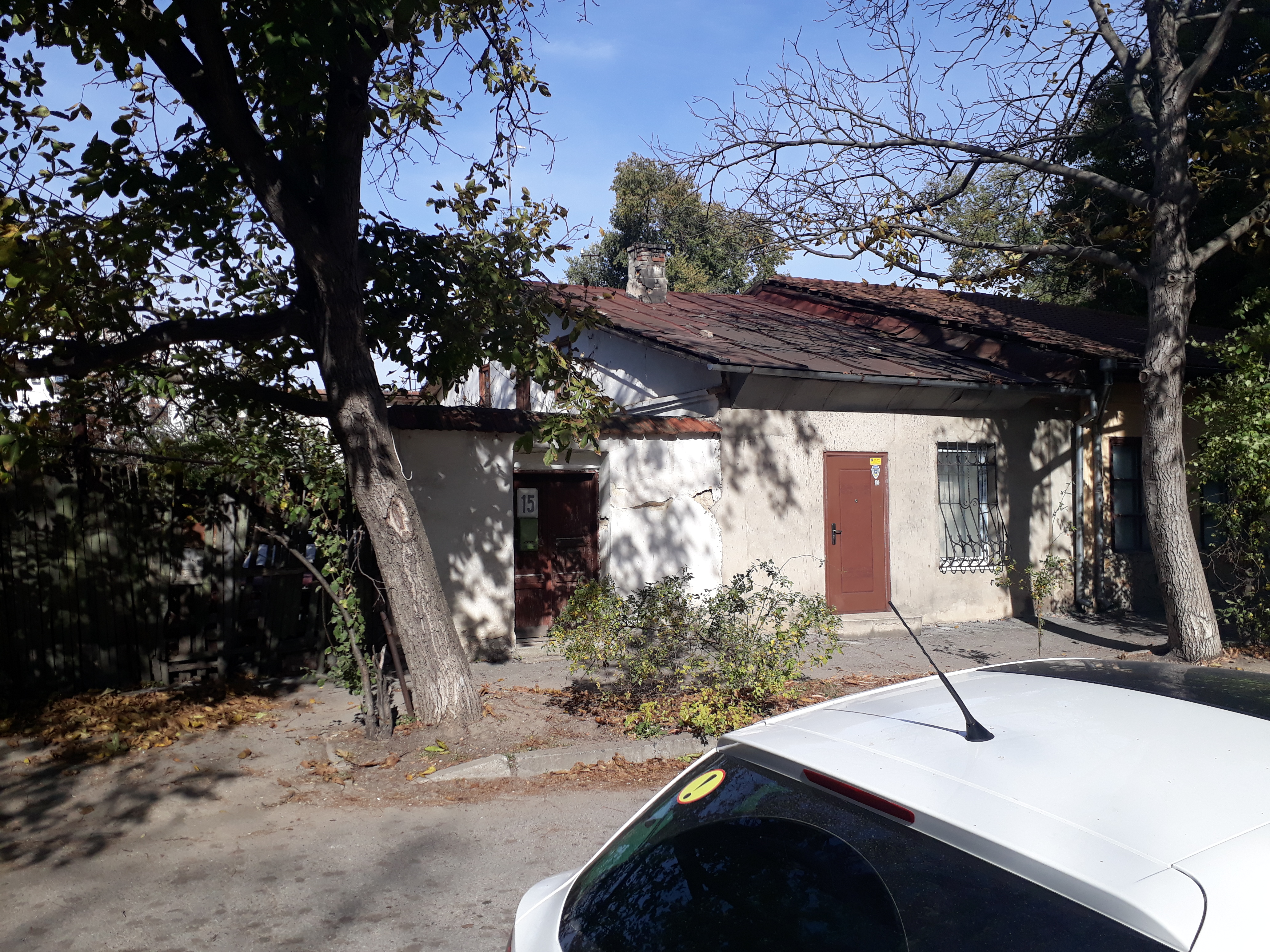
nr. 15
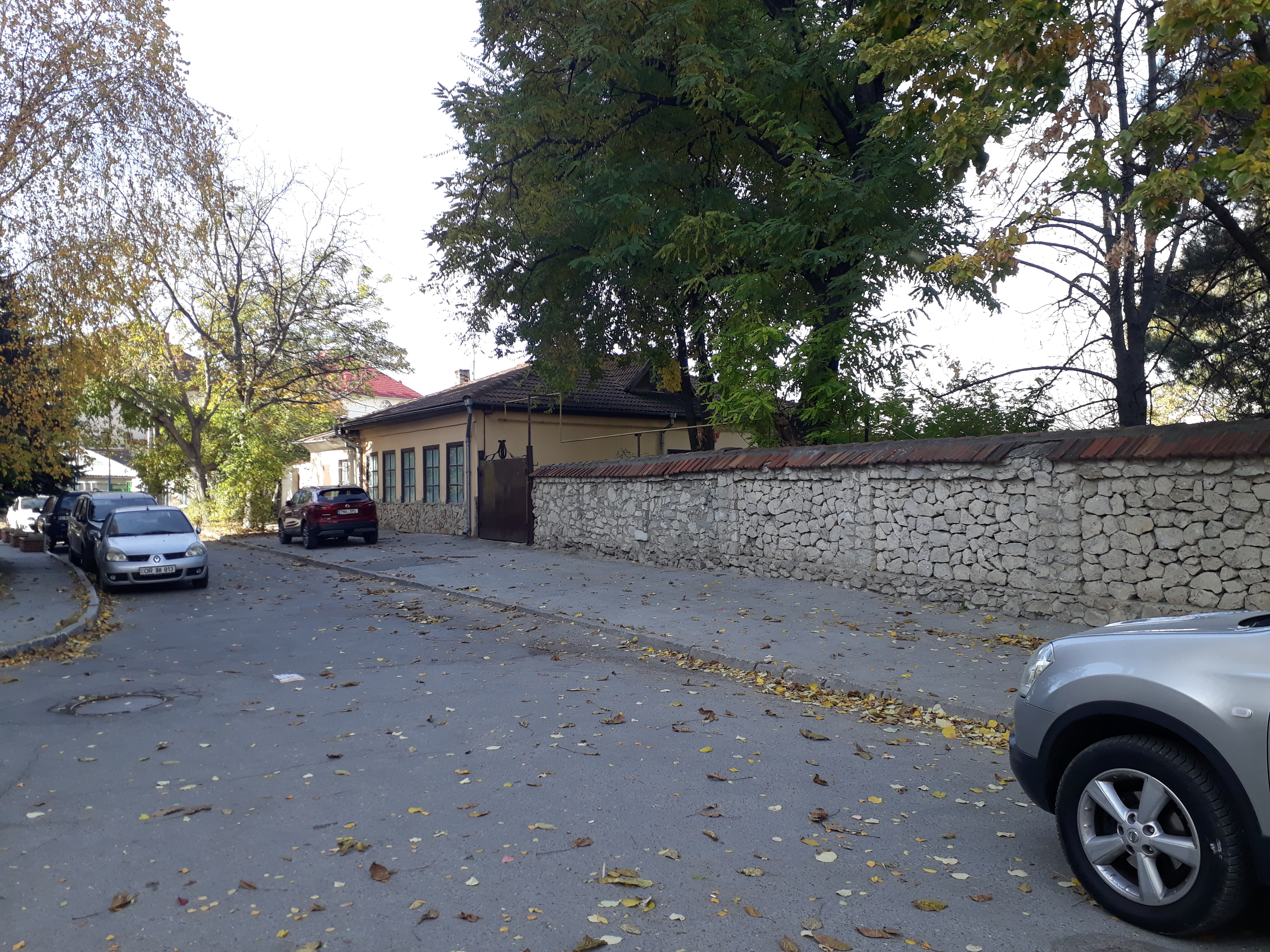
nr. 17
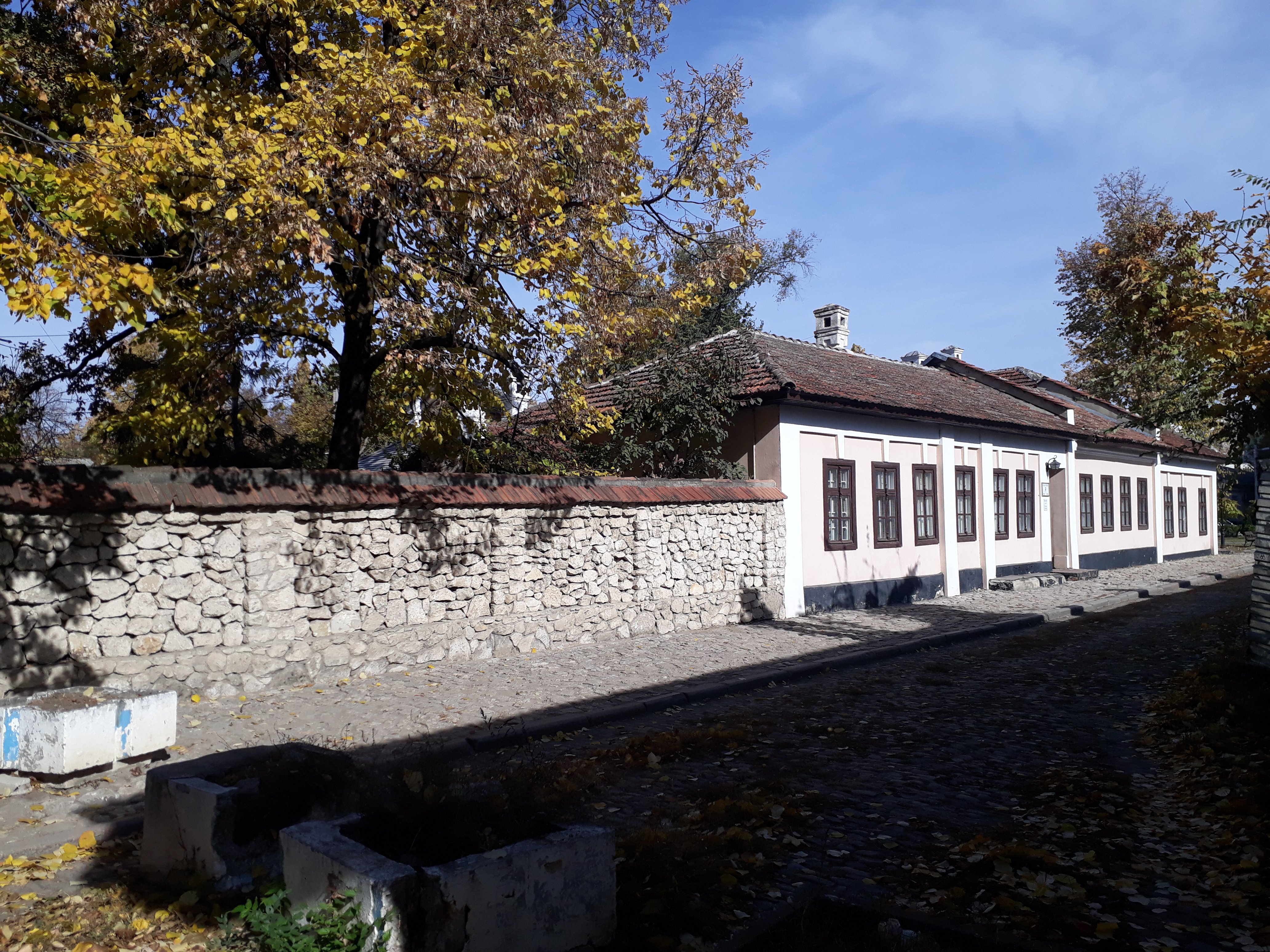
nr. 19